# Krokaselet
Krokaselet är en sjö i Arvidsjaurs kommun i Lappland och ingår i Piteälvens huvudavrinningsområde. Sjöns area är 0,06 kvadratkilometer och den är belägen 400 meter över havet.